# Diodonopsis
Diodonopsis é um género botânico pertencente à família das orquídeas (Orchidaceae).

## Espécies
1. Diodonopsis anachaeta  (Rchb.f.) Pridgeon & M.W.Chase (2001)
2. Diodonopsis erinacea  (Rchb.f.) Pridgeon & M.W.Chase (2001)
3. Diodonopsis hoeijeri  (Luer & Hirtz) Pridgeon & M.W.Chase (2001)
4. Diodonopsis pterygiophora  (Luer & R.Escobar) Pridgeon & M.W.Chase (2001)
5. Diodonopsis pygmaea  (Kraenzl.) Pridgeon & M.W.Chase (2001) - espécie tipo